# 中国重要农业文化遗产

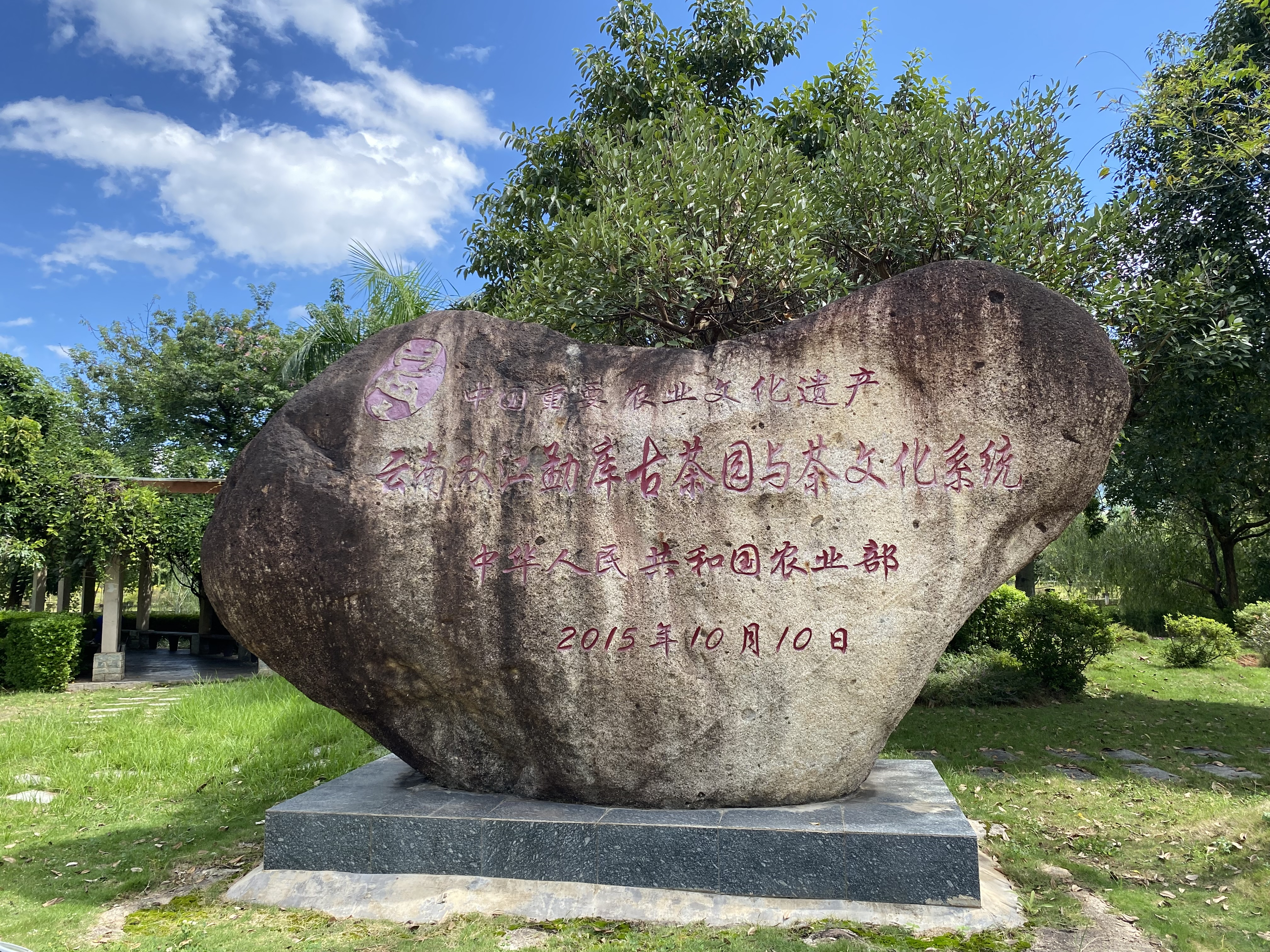
“中国重要农业文化遗产——云南双江勐库古茶园与茶文化系统”景观石

中国重要农业文化遗产，根据中华人民共和国农业部印发的《中国重要农业文化遗产认定标准》，是指“人类与其所处环境长期协同发展中，创造并传承至今的独特的农业生产系统”，这些系统具有丰富的农业生物多样性、传统知识与技术体系和独特的生态与文化景观等，对该国农业文化传承、农业可持续发展和农业功能拓展具有重要的科学价值和实践意义。中国重要农业文化遗产可与联合国粮食及农业组织确定的全球重要农业文化遗产相对应。
- 第一批：2013年5月9日公布，共19项[1]。
- 第二批：2014年6月12日（中国文化遗产日）公布，共20项[2][3]。
- 第三批：2015年10月10日公布，共23项[4]
- 第四批：2017年6月28日公布，共29项[5]。
- 第五批：2020年1月19日公布，共27项[6]。
- 第六批：2021年11月12日公布，共21项（含1个扩展项目）[7]
- 第七批：2023年9月15日公布，共50项[8]。

| 省级行政区       | 名称                                                                                                   | 批次   |
| ---------------- | --- | ------ |
| 北京市           | 北京平谷四座楼麻核桃生产系统                                                                           | 第三批 |
| 北京市           | 北京京西稻作文化系统                                                                                   | 第三批 |
| 北京市           | 北京怀柔板栗栽培系统                                                                                   | 第七批 |
| 北京市           | 北京门头沟京白梨栽培系统                                                                               | 第七批 |
| 天津市           | 天津滨海崔庄古冬枣园                                                                                   | 第二批 |
| 天津市           | 天津津南小站稻种植系统                                                                                 | 第五批 |
| 河北省           | 河北宣化传统葡萄园                                                                                     | 第一批 |
| 河北省           | 河北宽城传统板栗栽培系统                                                                               | 第二批 |
| 河北省           | 河北涉县旱作梯田系统                                                                                   | 第二批 |
| 河北省           | 河北迁西板栗复合栽培系统                                                                               | 第四批 |
| 河北省           | 河北兴隆传统山楂栽培系统                                                                               | 第四批 |
| 河北省           | 河北赵县古梨园                                                                                         | 第七批 |
| 河北省           | 河北涿鹿龙眼葡萄栽培系统                                                                               | 第七批 |
| 河北省           | 河北泊头古桑林                                                                                         | 第七批 |
| 山西省           | 山西稷山板枣生产系统                                                                                   | 第四批 |
| 山西省           | 山西阳城蚕桑文化系统                                                                                   | 第六批 |
| 山西省           | 山西浑源恒山黄芪栽培系统                                                                               | 第七批 |
| 山西省           | 山西长治党参栽培系统（长治市平顺县、壶关县）                                                           | 第七批 |
| 内蒙古自治区     | 内蒙古敖汉旱作农业系统                                                                                 | 第一批 |
| 内蒙古自治区     | 内蒙古阿鲁科尔沁草原游牧系统                                                                           | 第二批 |
| 内蒙古自治区     | 内蒙古伊金霍洛农牧生产系统                                                                             | 第四批 |
| 内蒙古自治区     | 内蒙古乌拉特后旗戈壁红驼牧养系统                                                                       | 第五批 |
| 内蒙古自治区     | 内蒙古武川燕麦传统旱作系统                                                                             | 第六批 |
| 内蒙古自治区     | 内蒙古东乌珠穆沁旗游牧生产系统                                                                         | 第六批 |
| 内蒙古自治区     | 内蒙古库伦荞麦旱作系统                                                                                 | 第七批 |
| 辽宁省           | 辽宁鞍山南果梨栽培系统                                                                                 | 第一批 |
| 辽宁省           | 辽宁宽甸柱参传统栽培体系                                                                               | 第一批 |
| 辽宁省           | 辽宁桓仁京租稻栽培系统                                                                                 | 第三批 |
| 辽宁省           | 辽宁阜蒙旱作农业系统                                                                                   | 第五批 |
| 辽宁省           | 辽宁西丰梅花鹿养殖系统                                                                                 | 第七批 |
| 吉林省           | 吉林延边苹果梨栽培系统                                                                                 | 第三批 |
| 吉林省           | 吉林柳河山葡萄栽培系统                                                                                 | 第四批 |
| 吉林省           | 吉林九台五官屯贡米栽培系统                                                                             | 第四批 |
| 吉林省           | 吉林和龙林下参—芝抚育系统                                                                              | 第六批 |
| 吉林省           | 吉林长白山人参栽培系统（通化市集安市、白山市抚松县、延边朝鲜族自治州安图县）                           | 第七批 |
| 黑龙江省         | 黑龙江抚远赫哲族鱼文化系统                                                                             | 第三批 |
| 黑龙江省         | 黑龙江宁安响水稻作文化系统                                                                             | 第三批 |
| 上海市           | 上海金山蟠桃栽培系统                                                                                   | 第七批 |
| 江苏省           | 江苏兴化垛田传统农业系统                                                                               | 第一批 |
| 江苏省           | 江苏泰兴银杏栽培系统                                                                                   | 第三批 |
| 江苏省           | 江苏高邮湖泊湿地农业系统                                                                               | 第四批 |
| 江苏省           | 江苏无锡阳山水蜜桃栽培系统                                                                             | 第四批 |
| 江苏省           | 江苏吴中碧螺春茶果复合系统                                                                             | 第五批 |
| 江苏省           | 江苏宿豫丁嘴金针菜生产系统                                                                             | 第五批 |
| 江苏省           | 江苏启东沙地圩田农业系统                                                                               | 第六批 |
| 江苏省           | 江苏吴江蚕桑文化系统                                                                                   | 第六批 |
| 江苏省           | 江苏吴中传统水生蔬菜栽培系统                                                                           | 第七批 |
| 江苏省           | 江苏吴江基塘农业系统                                                                                   | 第七批 |
| 浙江省           | 浙江青田稻鱼共生系统                                                                                   | 第一批 |
| 浙江省           | 浙江绍兴会稽山古香榧群                                                                                 | 第一批 |
| 浙江省           | 浙江杭州西湖龙井茶文化系统                                                                             | 第二批 |
| 浙江省           | 浙江湖州桑基鱼塘系统                                                                                   | 第二批 |
| 浙江省           | 浙江庆元香菇文化系统                                                                                   | 第二批 |
| 浙江省           | 浙江仙居杨梅栽培系统                                                                                   | 第三批 |
| 浙江省           | 浙江云和梯田农业系统                                                                                   | 第三批 |
| 浙江省           | 浙江德清淡水珍珠传统养殖与利用系统                                                                     | 第四批 |
| 浙江省           | 浙江宁波黄古林蔺草-水稻轮作系统                                                                        | 第五批 |
| 浙江省           | 浙江安吉竹文化系统                                                                                     | 第五批 |
| 浙江省           | 浙江黄岩蜜橘筑墩栽培系统                                                                               | 第五批 |
| 浙江省           | 浙江开化山泉流水养鱼系统                                                                               | 第五批 |
| 浙江省           | 浙江缙云茭白—麻鸭共生系统                                                                              | 第六批 |
| 浙江省           | 浙江桐乡蚕桑文化系统                                                                                   | 第六批 |
| 浙江省           | 浙江吴兴溇港圩田农业系统                                                                               | 第七批 |
| 浙江省           | 浙江东阳元胡水稻轮作系统                                                                               | 第七批 |
| 浙江省           | 浙江天台乌药林下栽培系统                                                                               | 第七批 |
| 安徽省           | 安徽寿县芍陂（安丰塘）及灌区农业系统                                                                   | 第三批 |
| 安徽省           | 安徽休宁山泉流水养鱼系统                                                                               | 第三批 |
| 安徽省           | 安徽铜陵白姜种植系统                                                                                   | 第四批 |
| 安徽省           | 安徽黄山太平猴魁茶文化系统                                                                             | 第四批 |
| 安徽省           | 安徽太湖山地复合农业系统                                                                               | 第六批 |
| 安徽省           | 安徽义安凤丹栽培系统                                                                                   | 第七批 |
| 安徽省           | 安徽青阳九华黄精栽培系统                                                                               | 第七批 |
| 安徽省           | 安徽歙县梯地茶园系统                                                                                   | 第七批 |
| 福建省           | 福建福州茉莉花种植与茶文化系统                                                                         | 第一批 |
| 福建省           | 福建尤溪联合梯田                                                                                       | 第一批 |
| 福建省           | 福建安溪铁观音茶文化系统                                                                               | 第二批 |
| 福建省           | 福建福鼎白茶文化系统                                                                                   | 第四批 |
| 福建省           | 福建松溪竹蔗栽培系统                                                                                   | 第六批 |
| 福建省           | 福建长乐番薯种植系统                                                                                   | 第七批 |
| 福建省           | 福建武夷岩茶文化系统                                                                                   | 第七批 |
| 江西省           | 江西万年稻作文化系统                                                                                   | 第一批 |
| 江西省           | 江西崇义客家梯田系统                                                                                   | 第二批 |
| 江西省           | 江西南丰蜜橘栽培系统                                                                                   | 第四批 |
| 江西省           | 江西广昌莲作文化系统                                                                                   | 第四批 |
| 江西省           | 江西泰和乌鸡林下养殖系统                                                                               | 第五批 |
| 江西省           | 江西横峰葛栽培系统                                                                                     | 第五批 |
| 江西省           | 江西浮梁茶文化系统                                                                                     | 第六批 |
| 江西省           | 江西湖口大豆栽培系统                                                                                   | 第七批 |
| 山东省           | 山东夏津黄河故道古桑树群                                                                               | 第二批 |
| 山东省           | 山东枣庄古枣林                                                                                         | 第三批 |
| 山东省           | 山东乐陵枣林复合系统                                                                                   | 第三批 |
| 山东省           | 山东章丘大葱栽培系统                                                                                   | 第四批 |
| 山东省           | 山东岱岳汶阳田农作系统                                                                                 | 第五批 |
| 山东省           | 山东莱阳古梨树群系统                                                                                   | 第六批 |
| 山东省           | 山东峄城石榴种植系统                                                                                   | 第六批 |
| 山东省           | 山东昌邑山阳大梨栽培系统                                                                               | 第七批 |
| 山东省           | 山东平邑金银花—山楂复合系统                                                                            | 第七批 |
| 山东省           | 山东临清黄河故道古桑树群                                                                               | 第七批 |
| 河南省           | 河南灵宝川塬古枣林                                                                                     | 第三批 |
| 河南省           | 河南新安传统樱桃种植系统                                                                               | 第四批 |
| 河南省           | 河南嵩县银杏文化系统                                                                                   | 第五批 |
| 河南省           | 河南宁陵黄河故道古梨园                                                                                 | 第七批 |
| 河南省           | 河南林州太行菊栽培系统                                                                                 | 第七批 |
| 湖北省           | 湖北赤壁羊楼洞砖茶文化系统                                                                             | 第二批 |
| 湖北省           | 湖北恩施玉露茶文化系统                                                                                 | 第三批 |
| 湖北省           | 湖北秭归柑橘栽培系统                                                                                   | 第七批 |
| 湖北省           | 湖北京山稻作文化系统                                                                                   | 第七批 |
| 湖北省           | 湖北咸宁古桂花树群                                                                                     | 第七批 |
| 湖南省           | 湖南新化紫鹊界梯田                                                                                     | 第一批 |
| 湖南省           | 湖南新晃侗藏红米种植系统                                                                               | 第二批 |
| 湖南省           | 湖南新田三味辣椒种植系统                                                                               | 第四批 |
| 湖南省           | 湖南花垣子腊贡米复合种养系统                                                                           | 第四批 |
| 湖南省           | 湖南安化黑茶文化系统                                                                                   | 第五批 |
| 湖南省           | 湖南保靖黄金寨古茶园与茶文化系统                                                                       | 第五批 |
| 湖南省           | 湖南永顺油茶林农复合系统                                                                               | 第五批 |
| 湖南省           | 湖南龙山油桐种植系统                                                                                   | 第六批 |
| 湖南省           | 湖南洪江山地香稻栽培文化系统                                                                           | 第七批 |
| 广东省           | 广东潮安凤凰单丛茶文化系统                                                                             | 第二批 |
| 广东省           | 广东佛山基塘农业系统                                                                                   | 第五批 |
| 广东省           | 广东岭南荔枝种植系统（增城、东莞）                                                                     | 第五批 |
| 广东省           | 广东海珠高畦深沟传统农业系统                                                                           | 第六批 |
| 广东省           | 广东岭南荔枝种植系统（茂名）（扩展项目）                                                               | 第六批 |
| 广东省           | 广东增城丝苗米文化系统                                                                                 | 第七批 |
| 广东省           | 广东南雄水旱轮作系统                                                                                   | 第七批 |
| 广东省           | 广东饶平单丛茶文化系统                                                                                 | 第七批 |
| 广西壮族自治区   | 广西龙胜龙脊梯田系统                                                                                   | 第二批 |
| 广西壮族自治区   | 广西隆安壮族“那文化”稻作文化系统                                                                       | 第三批 |
| 广西壮族自治区   | 广西恭城月柿栽培系统                                                                                   | 第四批 |
| 广西壮族自治区   | 广西横县茉莉花复合栽培系统                                                                             | 第五批 |
| 广西壮族自治区   | 广西桂西北山地稻鱼复合系统（柳州市三江侗族自治县、融水苗族自治县，桂林市全州县，百色市靖西市、那坡县） | 第六批 |
| 广西壮族自治区   | 广西永福罗汉果栽培系统                                                                                 | 第七批 |
| 广西壮族自治区   | 广西苍梧六堡茶文化系统                                                                                 | 第七批 |
| 海南省           | 海南海口羊山荔枝种植系统                                                                               | 第四批 |
| 海南省           | 海南琼中山兰稻作文化系统                                                                               | 第四批 |
| 海南省           | 海南白沙黎族山兰稻作文化系统                                                                           | 第七批 |
| 重庆市           | 重庆石柱黄连生产系统                                                                                   | 第四批 |
| 重庆市           | 重庆大足黑山羊传统养殖系统                                                                             | 第五批 |
| 重庆市           | 重庆万州红桔栽培系统                                                                                   | 第五批 |
| 重庆市           | 重庆江津花椒栽培系统                                                                                   | 第七批 |
| 重庆市           | 重庆荣昌猪养殖系统                                                                                     | 第七批 |
| 四川省           | 四川江油辛夷花传统栽培体系                                                                             | 第二批 |
| 四川省           | 四川苍溪雪梨栽培系统                                                                                   | 第三批 |
| 四川省           | 四川美姑苦荞栽培系统                                                                                   | 第三批 |
| 四川省           | 四川盐亭嫘祖蚕桑生产系统                                                                               | 第四批 |
| 四川省           | 四川名山蒙顶山茶文化系统                                                                               | 第四批 |
| 四川省           | 四川郫都林盘农耕文化系统                                                                               | 第五批 |
| 四川省           | 四川宜宾竹文化系统                                                                                     | 第五批 |
| 四川省           | 四川石渠扎溪卡游牧系统                                                                                 | 第五批 |
| 四川省           | 四川北川苔子茶复合栽培系统                                                                             | 第七批 |
| 四川省           | 四川高坪蚕桑文化系统                                                                                   | 第七批 |
| 四川省           | 四川筠连山地茶文化系统                                                                                 | 第七批 |
| 贵州省           | 贵州从江侗乡稻鱼鸭系统                                                                                 | 第一批 |
| 贵州省           | 贵州花溪古茶树与茶文化系统                                                                             | 第三批 |
| 贵州省           | 贵州锦屏杉木传统种植与管理系统                                                                         | 第五批 |
| 贵州省           | 贵州安顺屯堡农业系统                                                                                   | 第五批 |
| 贵州省           | 贵州兴仁薏仁米栽培系统                                                                                 | 第七批 |
| 云南省           | 云南红河哈尼稻作梯田系统                                                                               | 第一批 |
| 云南省           | 云南普洱古茶园与茶文化系统                                                                             | 第一批 |
| 云南省           | 云南漾濞核桃-作物复合系统                                                                              | 第一批 |
| 云南省           | 云南广南八宝稻作生态系统                                                                               | 第二批 |
| 云南省           | 云南剑川稻麦复种系统                                                                                   | 第二批 |
| 云南省           | 云南双江勐库古茶园与茶文化系统                                                                         | 第三批 |
| 云南省           | 云南腾冲槟榔江水牛养殖系统                                                                             | 第四批 |
| 云南省           | 云南文山三七种植系统                                                                                   | 第六批 |
| 西藏自治区       | 西藏当雄高寒游牧系统                                                                                   | 第六批 |
| 西藏自治区       | 西藏乃东青稞种植系统                                                                                   | 第六批 |
| 西藏自治区       | 西藏芒康葡萄栽培系统                                                                                   | 第七批 |
| 西藏自治区       | 西藏工布江达藏猪养殖系统                                                                               | 第七批 |
| 陕西省           | 陕西佳县古枣园                                                                                         | 第一批 |
| 陕西省           | 陕西凤县大红袍花椒栽培系统                                                                             | 第四批 |
| 陕西省           | 陕西蓝田大杏种植系统                                                                                   | 第四批 |
| 陕西省           | 陕西临潼石榴种植系统                                                                                   | 第五批 |
| 陕西省           | 陕西汉阴凤堰稻作梯田系统                                                                               | 第六批 |
| 陕西省           | 陕西府谷海红果栽培系统                                                                                 | 第七批 |
| 甘肃省           | 甘肃皋兰什川古梨园                                                                                     | 第一批 |
| 甘肃省           | 甘肃迭部扎尕那农林牧复合系统                                                                           | 第一批 |
| 甘肃省           | 甘肃岷县当归种植系统                                                                                   | 第二批 |
| 甘肃省           | 甘肃永登苦水玫瑰农作系统                                                                               | 第三批 |
| 青海省           | 青海三江源曲麻莱高寒游牧系统                                                                           | 第七批 |
| 宁夏回族自治区   | 宁夏灵武长枣种植系统                                                                                   | 第二批 |
| 宁夏回族自治区   | 宁夏中宁枸杞种植系统                                                                                   | 第三批 |
| 宁夏回族自治区   | 宁夏盐池滩羊养殖系统                                                                                   | 第四批 |
| 宁夏回族自治区   | 宁夏平原引黄灌溉农业系统（石嘴山市平罗县，吴忠市利通区、青铜峡市，中卫市沙坡头区）                     | 第七批 |
| 新疆维吾尔自治区 | 新疆吐鲁番坎儿井农业系统                                                                               | 第一批 |
| 新疆维吾尔自治区 | 新疆哈密市哈密瓜栽培与贡瓜文化系统                                                                     | 第二批 |
| 新疆维吾尔自治区 | 新疆奇台旱作农业系统                                                                                   | 第三批 |
| 新疆维吾尔自治区 | 新疆伊犁察布查尔布哈农业系统                                                                           | 第四批 |
| 新疆维吾尔自治区 | 新疆叶城核桃栽培系统                                                                                   | 第七批 |
| 新疆维吾尔自治区 | 新疆昭苏草原马牧养系统                                                                                 | 第七批 |

## 連結
- 中國重要農業文化遺產實錄（页面存档备份，存于）